# Casa Franquet
La casa Franquet és un edifici de Tortosa (Baix Ebre) protegit com a bé cultural d'interès local. Porta el nom del fuster Ferran Franquet.

## Descripció
És un edifici cantoner de planta baixa i dos pisos destinats a habitatge.
L'element més interessant és la façana del carrer Teodor González, que presenta a la planta baixa buits coberts per tres arcs rebaixats i balcons correguts amb baranes de forja: els cinc de la primera planta i els dos centrals de la segona.
Hi destaca el remat, a la part central de la façana, que forma una mena de frontó, amb diferents elements ornamentals, flanquejat per dues grans mènsules. El parament, arrebossat simulant un encoixinat, presenta elements sobresortints damunt les llindes dels buits. A la planta baixa presenta sòcol de pedra vista.
És una composició força interessant, malgrat la proximitat de la casa Brunet, tan grandiloqüent, que l'oculta al primer cop d'ull.

## Història
L'altra façana no presenta les mateixes característiques, cosa que fa suposar que l'edifici ha sofert alguna reestructuració important. Originalment la planta baixa presentava parament encoixinat.